# Émile Marchoux
Émile Marchoux (Saint-Amant-de-Boixe, 24 de março de 1862 – Paris, 19 de agosto de 1943) foi um cientista, biólogo e médico francês, pioneiro da abordagem moderna ao tratamento da lepra , chefe do Departamento de Microbiologia Tropical do Instituto Pasteur, fundador e presidente da Sociedade de Patologia Exótica, membro da Academia Nacional de Medicina da França.

## Biografia
Depois da escola primária na sua cidade, frequentou escola secundária em Angoulême . Em Paris, inicious os seus estudos em medicina. Em 1887, ele defendeu sua tese dedicada à história das epidemias de febre tifoide nas tropas da Marinha em Lorient . Ele foi admitido no Corpo de Médicos Marinhos e em 1890, Marchoux escolheu o Corpo dos Médicos das Colônias. De 1888 a 1893, ele foi médico naval e depois praticou a medicina em Daomé e Indochina. Ele se torna amigo de Albert Calmette e Alexandre Yersin. De volta da Indochina, ele fez um estágio no Instituto Pasteur, sob a supervisão de Émile Roux, professor de microbiologia. 
De 1895 a 1899, criou e dirigiu o laboratório de microbiologia em Saint-Louis, no Senegal. 
Após retornar de uma missão ao Brasil em março de 1905, durante a qual Marchoux recebeu o título de cidadão honorário do Rio, deixou o exército e foi nomeado chefe do Departamento de Microbiologia Tropical do Instituto Pasteur.
Em 1908, com A. Laveran e F. Mesnil, fundou a Sociedade de Patologia Exótica (SPE), da qual foi secretário-geral de 1908 a 1920.
Em 1923, presidiu o Congresso Internacional sobre Hanseníase e foi eleito presidente da International Leprosy Association.
Ele assume várias responsabilidadesː Presidente da Sociedade de Medicina Pública e Engenharia Sanitária, Membro da Academia de Medicina, Membro do Conselho Superior de Saúde Pública. membro da 4ª da Academia de Ciências Coloniais .
Émile Marchoux é elevado à dignidade do Grande Oficial da Legião de Honra por decreto de 21 de outubro de 1932. Ele se tornou cavaleiro em 1899, oficial em 1907, e comandante em 1917. 

## Pubicações
- Traité de pathologie exotique, clinique et thérapeutique, Paludisme (com 140 figuras no texto), co-autorː Ch. Grall, 1910 565 p.
- La Fièvre jaune, rapport de la mission française composée de MM. Marchoux, Salimbéni et Simond. 1904 74 p.
- La Lèpre en Colombie, 1931, 7 p.
- Voies de pénétration des germes de la lèpre dans l'organisme (co-autor:  O. Chorine) 1939 6 p.